# Boundary Peak (Nevada)
Der Boundary Peak (deutsch Grenzspitze) an der Grenze zu Kalifornien ist Teil der White Mountains und der höchste Gipfel des US-Bundesstaats Nevada. Die Sierra Nevada beginnt nur 50 Kilometer westlich des Boundary Peak. Die Wildnis um den Berg wird durch die Boundary Peak Wilderness Area geschützt. Der Berg liegt auf dem Gebiet des Inyo National Forest. Im Umkreis wachsen Langlebige Kiefern.

## Höchster Punkt Nevadas
Es handelt sich bei dem Boundary Peak nur um einen Nebengipfel des Montgomery Peak, welcher im kalifornischen Teil der White Mountains liegt. Da der im Osten des Staates gelegene Wheeler Peak zwar 25 Meter niedriger ist als der Boundary Peak, jedoch mit der Snake Range vollständig in Nevada liegt, kann auch er als höchster Berg Nevadas gelten. Zudem liegt die Schartenhöhe des Wheeler Peaks bei 2305 Metern, während sie beim Boundary Peak lediglich 77 Meter beträgt.